# MP魔幻力量
MP魔幻力量（英語：Magic Power），臺灣流行樂團，為台灣首組雙主唱男子樂團。由主唱廷廷、主唱嘎嘎、DJ鼓鼓、吉他手雷堡、貝斯手兼團長凱開、鼓手阿翔組成。其團名取自第一首單曲〈私奔到月球2008 〉詞中的「眼神的Magic Power」（簡稱MP，常與中文譯名魔幻力量併稱）。粉絲名為MPF 。

## 簡歷
MP魔幻力量於第二張專輯《不按牌理出牌》定名為MP魔幻力量。後續發行第三張專輯《射手》，也因「射手舞」而成名。後相隔兩年發行第四張專輯《戰神》，並以《戰神》入圍第26屆金曲獎最佳樂團。
2009年12月29日MP魔幻力量正式出道；發行第一張專輯《魔幻力量》。
2010年1月9日首場Magic Power魔幻力量霸佔街頭連續狂唱會。
2011年7月28日發行第二張專輯《不按牌理出牌》並且將團體定名為MP魔幻力量。
2011年8月20日MP魔幻力量首場《黑白切》切兩半2in1演唱會。
2011年10月8日MP魔幻力量《不按牌理出牌》演唱會。
2012年12月21日發行第三張專輯《射手》。
2012年12月25日首場MP魔幻力量《射手》演唱會。
2013年6月29日MP魔幻力量首場〔神射手〕萬箭齊發旗艦版演唱會。
2014年8月19日發行第四張專輯《戰神》。
2014年12月20日首次站上臺北小巨蛋舉辦《我們的主場》演唱會。
2015年3月28日與日本樂團ORANGE RANGE一同站上臺北小巨蛋舉辦《魔幻新樂園》演唱會。
2015年6月，因藝人安心亞被主唱嘎嘎劈腿戀情，被交往中的王姓女友發現因而不滿，憤將嘎嘎、安心亞兩人間親密互動影片外流曝光。兩人認了去年曾經交往。因嘎嘎私人行為，經紀公司相信音樂暫停他個人所有宣傳活動並予以禁足半年處分，僅讓他參與售票、簽約商演。
2015年7月18日首次站上高雄巨蛋舉辦《我們的主場》演唱會。
2015年11月4日在日本發行首張日文精選輯，首波主打為日文版的《我還是愛著你》、《射手》。
2016年1月，主唱嘎嘎因被媒體拍到在街頭與Popu Lady團員寶兒有親密舉動，並因半年內連犯兩錯，遭到經紀公司相信音樂退團處分；24日，第11屆KKBOX風雲榜是嘎嘎在MP魔幻力量的最後一場大型表演演出，31日正式退團。另，主唱廷廷因為壓力大引起憂鬱症，出席第11屆KKBOX風雲榜演出後，團體活動全面暫停。
2016年2月13日，鼓手阿翔在團體官方臉書發文宣佈，因為個人人生及生涯規畫等因素，正式退出MP魔幻力量。不久後被爆料，與妻子陳艾琳籌備婚禮前（2015年3月秘密登記結婚），和女粉絲發生性行為，被大批網友砲轟，而事發後在IG發文道歉。
2016年4月8日，主唱廷廷於個人臉書發文與唱片公司、團員及歌迷「告別」，疑似退出MP魔幻力量，隨後相信音樂表示，廷廷只是暫退演藝圈休養，並非退團。而在7月初，MP於團體官方臉書發文宣佈將在超犀利趴合體復出。
2016年7月30日，MP魔幻力量於超犀利趴演唱會合體演出，此次表演為1月24日最後一次六人合體後，首次以四人復出。
2016年8月26日發行《MP魔幻力量 我們的主場 演唱會LIVE DVD》，8月5日開始預購，分為USB和DVD兩種；USB和DVD收錄台北小巨蛋、高雄巨蛋演唱會190分鐘的內容，USB僅限預購版販售，內含鐵製鑰匙圈，以及《我無法不愛你》、《未來就是現在（搖滾版）》兩首單曲。
2016年8月27日於西門紅樓舉辦《MP魔幻力量 我們的主場 演唱會LIVE DVD》簽唱會,這場活動是全台唯一限定，也是MP該年最後一場公開活動。27日簽唱會結束後，MP將全心投入音樂製作，已經決定不參加跨年表演、尾牙、商演、代言等活動，以為了好好沈澱、專心回歸創作。（這也是mp魔幻力量最後一次的演出。）
2016年11月26、27日DJ鼓鼓以個人名義於11/26台北、11/27高雄舉辦《鼓鼓  Make it Real  首張全創作新歌演唱會》，而11/27高雄場，因病長期休養的主唱廷廷，無預警為鼓鼓站台。
2016年12月3日，DJ鼓鼓以個人名義推出首張個人全創作專輯《鼓鼓可以唷 Make It Real》。
2017年3月，團長凱開與網路紅人Raymond及舞者YuYu另組獨立團體「胡鬧一番」發表新單曲《趴下》及《牽你的手》。
2017年8月，團長兼貝斯手凱開與相信音樂已無合約，並且與另組的男子團體胡鬧一番簽約新東家「喜鵲娛樂」，隨後表示名義上未退團。
2017年11月9日經紀公司相信音樂證實，在爆發主唱嘎嘎桃色事件被退團以及鼓手阿翔因個人生涯考量而自請退團後，早已先和MP魔幻力量解約，之後DJ鼓鼓以個人身分和公司簽新約，於2016發行首張個人專輯。貝斯手兼團長凱開則另外組團，與新經紀公司簽約。而主唱廷廷也以個人身分和公司簽新約，廷廷以本名（蕭秉治）個人身分出片，並且宣布樂團已解散。
2022年4月29日晚間11點多歌曲「我還是愛著你」達到1億次點擊，這也是MP魔幻力量首個破億MV。
2022年9月8日晚間10點42分，自2017年粉專停止更新後，時隔五年再次更新，宣傳蕭秉治的演唱會。

## 成員資料

### 歷任成員
| 黃柏翔 | 阿翔 | 1981年2月26日  | O  | 輔仁大學企業管理系       | 鼓手（drum)          | 中華民國 | 已退團 | 因個人人生規劃解約退團。                                      |
| 賴世凱 | 凱開 | 1983年9月4日   | AB | 世新大學觀光餐旅系       | 團長兼貝斯手（Bass） | 中華民國 | 已退團 | 與相信音樂合約到期，無繼續續約。                              |
| 呂思緯 | 鼓鼓 | 1984年4月28日  | A  | 輔仁大學數學系           | DJ                   | 中華民國 | 已退團 | 與相信音樂合約到期，繼續續約，以個人名義鼓鼓 呂思緯重新出道。 |
| 潘俊佳 | 嘎嘎 | 1984年12月25日 | O  | 建國科大空間設計系一年級 | 主唱（Vocal）        | 中華民國 | 已退團 | 因輿論風波與相信音樂解約。                                    |
| 李柏誼 | 雷堡 | 1985年3月3日   | O  | 真理大學畢業             | 吉他手（guitar）     | 中華民國 | 已退團 | 與相信音樂合約到期，無繼續續約。                              |
| 蕭秉治 | 廷廷 | 1987年2月9日   | B  | 輔仁大學影像傳播學系     | 主唱（Vocal）        | 中華民國 | 已退團 | 與相信音樂合約到期，繼續續約，以個人名義蕭秉治重新出道。      |

## 音樂作品

### 專輯
| 專輯 # | 專輯資料                                                          |
| ------ | ----------------------------------------------------------------- |
| 1st    | 首張專輯《魔幻力量》 - 發行日期：2009年12月29日 - 語言：國語      |
| 2nd    | 第二張專輯《不按牌理出牌》 - 發行日期：2011年7月28日 - 語言：國語 |
| 3rd    | 第三張專輯《射手》 - 發行日期：2012年12月21日 - 語言：國語        |
| 4th    | 第四張專輯《戰神》 - 發行日期：2014年8月19日 - 語言：國語         |

### 精選輯
| 專輯 # | 專輯資料                                                                           |
| ------ | ---------------------------------------------------------------------------------- |
| 1st    | 首張精選輯《THE BEST OF MAGIC POWER》 - 發行日期：2015年11月4日 - 語言：國語、日語 |

### 演唱會Live DVD
| 專輯 # | 專輯資料                                                                                 |
| ------ | ---------------------------------------------------------------------------------------- |
| 1st    | 首張DVD《黑白切 切兩半2in1演唱會DVD》 - 發行日期：2012年2月3日 - 語言：國語              |
| 2st    | 《MP魔幻力量 我們的主場 OURS' MP 演唱會 LiveDVD》 - 發行日期：2016年8月26日 - 語言：國語 |

### 魔幻力量單曲
| 年份      | 歌曲           | 合作對象   | 備註 |
| --------- | -------------- | ---------- | --- |
| 2008年    | 私奔到月球2008 | 陳綺貞     | 收錄在合輯《大開天窗Always Open Your Heart》                                                               |
| 2015年5月 | Superhero      |            | 收錄於射手專輯                                                                                             |
| 2015年9月 | 未來就是現在   | 五月天阿信 | YOHOPE新銳設計師孵化計畫主題曲                                                                             |
| 2016年9月 | 我無法不愛你   |            | 收錄在《MP魔幻力量 我們的主場 演唱會LIVE DVD》和蕭秉治個人首張專輯《凡人Mortal》，為電視劇《重返20歲》插曲 |

### 合作演唱歌曲
| 曲名                          | 作詞                                   | 作曲            | 時間長度 | 附註                                                                                                   |
| 他說你沒用                    | MP魔幻力量 廷廷                        | MP魔幻力量 廷廷 | 3:36     | 客串演唱，由丁噹主唱 收錄於丁噹《夜貓》專輯                                                            |
| 專屬魔力                      | MP魔幻力量 廷廷                        | MP魔幻力量 廷廷 | 4:16     | 與郭采潔合唱 收錄於MP魔幻力量《魔幻力量》專輯                                                          |
| 救命恩人                      | 嚴爵                                   | 嚴爵            | 4:02     | 與丁噹和宇宙人客串演唱，由嚴爵主唱 收錄於嚴爵《謝謝你的美好》專輯                                      |
| 2010離開地球表面 花漾嘉年華版 | MP魔幻力量 廷廷（Rap部分） 五月天阿信  | 五月天阿信      |          | 2010年臺北國際花卉博覽會花博推廣曲 負責Rap部分 歌唱部分由五月天負責 收錄於合輯《繽紛花博巨星合輯》專輯 |
| Hush                          | MP魔幻力量 廷廷                        | MP魔幻力量 廷廷 | 3:49     | 丁噹客串演唱 收錄於MP魔幻力量《不按牌理出牌》專輯                                                      |
| 天機                          | MP魔幻力量 廷廷 五月天阿信             | MP魔幻力量 鼓鼓 | 4:35     | 電影「天機。富春山居圖」主題曲 收錄於MP魔幻力量《射手》專輯                                            |
| 藏不住                        | MP魔幻力量 廷廷                        | 楊浩            | 3:51     | 負責Rap部分 歌唱部分由By2主唱 收錄於By2《MY.遊樂園》專輯                                               |
| Come to mami                  | 袁詠琳 MP魔幻力量 廷廷 文亞            | 袁詠琳          | 3:12     | 客串演唱，由袁詠琳主唱 收錄於袁詠琳《Fight For Love》專輯                                              |
| 誰對你最溫柔                  | MP魔幻力量 廷廷 Rap詞：MP魔幻力量 嘎嘎 | MP魔幻力量 鼓鼓 | 4:18     | 負責Rap部分 歌唱部分由任賢齊主唱 收錄於任賢齊《落跑吧 愛情原聲帶》專輯                                 |
| 未來就是現在                  | MP魔幻力量 廷廷 五月天阿信             | MP魔幻力量 鼓鼓 | 3:36     | 與五月天阿信合唱                                                                                       |
| Natural high                  | MP魔幻力量 鼓鼓 陳沒                   | MP魔幻力量 鼓鼓 | 3:13     | 負責Rap部分 歌唱部分由丁噹主唱 收錄於丁噹《當我的好朋友》專輯                                          |

### 合作製作歌曲
- 丁噹〈他說你沒用〉：廷廷 詞曲 2009
- Water Man〈愛很大〉：廷廷 作曲  2010
- 繽紛花博巨星合輯〈2010離開地球表面 花漾嘉年華版〉：廷廷 （Rap部分）作詞(詞：MP魔幻力量 廷廷/五月天阿信作曲：五月天阿信)  2010
- 丁噹〈冷血動物〉：廷廷 詞曲  2010
- 丁噹〈親愛陌生人〉：廷廷 詞曲  2010
- 丁噹〈奇異果〉：鼓鼓作曲  2012
- 任賢齊 ft.丁噹〈我就是喜歡這樣〉：廷廷 詞曲  2011
- By2 ft.MP魔幻力量廷廷〈藏不住〉：廷廷 作詞  2013
- 嚴爵 ft.MP魔幻力量廷廷〈勝券在握〉：廷廷 作詞 2013
- MP魔幻力量廷廷 ft.嚴爵〈狼的傳人〉：廷廷 詞曲  2013
- 家家〈我沒資格〉：廷廷 詞曲  2014
- 嚴爵、郭雪芙〈結巴〉：廷廷 作詞  2014
- 丁噹〈我就是喜歡這樣〉：廷廷 詞曲 (詞:廷廷+五月天阿信   改編詞:廷廷+陳沒)  2014
- 陳大天〈南丁格爾〉：廷廷 詞曲  2014
- Popu Lady〈POPU OK繃〉：鼓鼓 詞曲 + 凱開 混音 2015
- 袁詠琳〈Come to Mami〉：廷廷 作詞 (詞：袁詠琳/廷廷/文亞 作曲：袁詠琳) 2015
- 任賢齊〈誰對你最溫柔〉：廷廷 詞曲 (詞：MP魔幻力量 廷廷/Rap詞：MP魔幻力量 嘎嘎 作曲：MP魔幻力量 鼓鼓) 2015
- 田亞霍〈我們的情人節〉：鼓鼓 詞曲 2016
- 丁噹〈Natural high〉: 鼓鼓 詞曲 (詞：陳沒/鼓鼓 作曲：鼓鼓) 2016
- 愷樂〈久等了〉: 鼓鼓 作詞 2016

### 音樂錄影帶
- 丁噹〈愛的五部曲〉（飛機場的10:30 + 漂洋過海來看你 + 分手吧 + 不只是朋友 + Kiss Goodbye）：嘎嘎與丁噹主演，其他成員為輔。
- 丁噹〈踹來共〉：嘎嘎與丁噹主演，其他成員為輔。
- 任賢齊〈任性〉：MP全體出演
- 阿密特(阿妹) 〈掉了〉: 鼓鼓&凱開&雷堡
- 品冠〈大富翁〉: 凱開&雷堡&阿翔
- 丁噹〈我就是喜歡這樣〉：MP全體出演
- 袁咏琳〈Come to mami〉：廷廷&嘎嘎
- 任賢齊〈誰對你最溫柔〉：MP全體演出

#### MV特色
自第二張專輯以來，MP魔幻力量發表的音樂錄影帶，大部份MV男主角皆輪流以自己團員擔綱

## 影視作品

### 電視劇
| 年份   | 電視台       | 劇名         | 參演成員   | 角色        | 性質 | 集數          |
| ------ | ------------ | ------------ | ---------- | ----------- | ---- | ------------- |
| 2013年 | TVBS歡樂台   | 媽，親一下！ | MP魔幻力量 | MP魔幻力量  | 客串 | 第3集         |
| 2012年 | 香港電視網絡 | 第二人生     | MP魔幻力量 | Magic Power | 客串 | 第4、10、11集 |

## 演唱會
| 日期           | 演唱會名稱                                             | 舉行地點                               | 歌手   |
| 2011年10月5日  | 《滾石三十週年演唱會》                                 | 上海梅赛德斯-奔驰文化中心              | 任賢齊 |
| 2011年10月6日  | 《滾石三十週年演唱會》                                 | 上海梅赛德斯-奔驰文化中心              | 任賢齊 |
| 2011年10月7日  | 《滾石三十週年演唱會》                                 | 上海梅赛德斯-奔驰文化中心              | 任賢齊 |
| 2012年7月21日  | 《滾石三十週年演唱會》                                 | 杭州黃龍體育場                         | 任賢齊 |
| 2012年8月11日  | 《滾石三十週年演唱會》                                 | 陕西上实城开体育场                     | 任賢齊 |
| 2012年7月21日  | 《滾石三十週年演唱會》                                 | 成都市体育中心                         | 任賢齊 |
| 2012年10月2日  | 《滾石三十週年演唱會》                                 | 武漢体育中心                           | 任賢齊 |
| 2012年11月10日 | 《滾石三十週年演唱會》                                 | 南京奧林匹克體育中心                   | 任賢齊 |
| 2012年11月17日 | 《滾石三十週年演唱會》                                 | 重慶奧林匹克體育中心                   | 任賢齊 |
| 2012年2月18日  | 《「神魔人」世界巡迴演唱會》                           | 香港紅磡體育館                         | 任賢齊 |
| 2012年2月19日  | 《「神魔人」世界巡迴演唱會》                           | 香港紅磡體育館                         | 任賢齊 |
| 2012年7月7日   | 《「神魔人」世界巡迴演唱會》                           | 澳門金光綜藝館                         | 任賢齊 |
| 2012年10月12日 | 《「神魔人」世界巡迴演唱會》                           | 馬來西亞雲頂雲星劇場                   | 任賢齊 |
| 2012年11月3日  | 《「神魔人」世界巡迴演唱會》                           | 印尼-Sky Convention Hall               | 任賢齊 |
| 2012年4月20日  | 《K歌馬拉松演唱會》                                    | 台北Legacy                             | 任賢齊 |
| 2012年4月21日  | 《K歌馬拉松演唱會》                                    | 台北Legacy                             | 任賢齊 |
| 2012年12月15日 | 《「飆」世界巡迴演唱會》                               | 台北小巨蛋                             | 任賢齊 |
| 2013年2月15日  | 《「飆」世界巡迴演唱會》                               | 墨爾本-The palladium At Crown          | 任賢齊 |
| 2013年2月16日  | 《「飆」世界巡迴演唱會》                               | 澳洲-Crown Theatre Pertn               | 任賢齊 |
| 2013年3月24日  | 《「飆」世界巡迴演唱會》                               | 加拿大-Niagara Fallsview Casino Resort | 任賢齊 |
| 2013年3月25日  | 《「飆」世界巡迴演唱會》                               | 加拿大-Niagara Fallsview Casino Resort | 任賢齊 |
| 2013年3月30日  | 《「飆」世界巡迴演唱會》                               | 美國-Circus Maximus劇院                | 任賢齊 |
| 2013年4月20日  | 《「飆」世界巡迴演唱會》                               | 北京万事达中心                         | 任賢齊 |
| 2013年4月30日  | 《「飆」世界巡迴演唱會》                               | 南京五台山體育館                       | 任賢齊 |
| 2013年5月18日  | 《「飆」世界巡迴演唱會》                               | 瀋陽-鐵西體育館                        | 任賢齊 |
| 2013年5月25日  | 《「飆」世界巡迴演唱會》                               | 新加坡室内体育馆                       | 任賢齊 |
| 2013年7月6日   | 《「飆」世界巡迴演唱會》                               | 深圳湾体育中心体育馆                   | 任賢齊 |
| 2013年8月6日   | 《「飆」世界巡迴演唱會》                               | 上海梅赛德斯-奔驰文化中心              | 任賢齊 |
| 2013年8月10日  | 《「飆」世界巡迴演唱會》                               | 西安曲江国际会展中心                   | 任賢齊 |
| 2013年10月5日  | 《「飆」世界巡迴演唱會》                               | 馬來西亞-雲頂雲星劇場                  | 任賢齊 |
| 2013年6月9日   | 《Legacy presents: 【快樂生日系列】任賢齊 變裝生日趴》 | 台北Legacy                             | 任賢齊 |

| 名稱                                                                 | 日期                   | 地區        | 場地                                      | 備註                       |
| -------------------------------------------------------------------- | ---------------------- | ----------- | ----------------------------------------- | -------------------------- |
| Magic Power 魔幻力量霸佔街頭連續狂唱會                               | 2010年1月9日           | 台灣台北市  | 台北西門町武昌誠品                        | 為《魔幻力量》專輯簽唱會   |
| Magic Power 魔幻力量霸佔街頭連續狂唱會                               | 2010年1月17日          | 台灣新竹市  | 新竹新光三越                              | 為《魔幻力量》專輯簽唱會   |
| Magic Power 魔幻力量霸佔街頭連續狂唱會                               | 2010年2月5日           | 台灣台北市  | 西門町河岸留言紅樓展演館                  |                            |
| Magic Power 魔幻力量霸佔街頭連續狂唱會                               | 2010年2月6日           | 台灣台北市  | 西門町 武昌誠品                           | 為《魔幻力量》專輯簽唱會   |
| Magic Power 魔幻力量霸佔街頭連續狂唱會                               | 2010年2月6日           | 台灣台北市  | 天母 高島屋百貨                           | 為《魔幻力量》專輯簽唱會   |
| Magic Power 魔幻力量霸佔街頭連續狂唱會                               | 2010年2月6日           | 台灣台北市  | 士林夜市                                  | 為《魔幻力量》專輯簽唱會   |
| Magic Power 魔幻力量霸佔街頭連續狂唱會                               | 2010年2月7日           | 台灣台北市  | 彩虹3C廣場                                | 為《魔幻力量》專輯簽唱會   |
| Magic Power 魔幻力量霸佔街頭連續狂唱會                               | 2010年2月7日           | 台灣台北市  | 紐約紐約廣場                              | 為《魔幻力量》專輯簽唱會   |
| Magic Power 魔幻力量霸佔街頭連續狂唱會                               | 2010年2月28日          | 台灣台中市  | 台中中友百貨                              | 為《魔幻力量》專輯簽唱會   |
| Swagger Party                                                        | 2010年3月6日           | 台灣台北市  | LUXY大廳                                  | 18歲以下人士不能進入場地   |
| ROCK N MAGIC PARTY                                                   | 2010年3月13日          | 台灣台北市  | BABE18                                    | 18歲以下人士不能進入場地   |
| 我是誰？ 我是Magic Power！                                           | 2010年4月14日          | 台灣台北市  | The Wall                                  |                            |
| MagicPower魔幻力量狂歡夏夜魔力派對                                   | 2010年6月24日          | 中國天津    | 13CLUB                                    |                            |
| MagicPower魔幻力量狂歡夏夜魔力派對                                   | 2010年6月25日          | 中國北京    | 壹空間 . THE ONE CLUB                     |                            |
| MagicPower魔幻力量狂歡夏夜魔力派對                                   | 2010年7月9日           | 中國上海    | 同樂坊芷江夢工廠                          |                            |
| MagicPower魔幻力量狂歡夏夜魔力派對                                   | 2010年7月11日          | 中國南京    | 2010年古堡 PUB                            |                            |
| MP魔幻力量週年慶Live巡演                                             | 2011年1月14日          | 台灣 台北市 | Legacy                                    | 特別來賓:黃鴻升            |
| MP魔幻力量週年慶Live巡演                                             | 2011年1月15日          | 台灣高雄市  | The Wall 駁二特區                         |                            |
| MP魔幻力量 《不按牌理出牌》演唱會                                    | 2011年10月8日          | 中國上海    | Mao Live house                            |                            |
| MP魔幻力量 《不按牌理出牌》演唱會                                    | 2011年12月1日          | 香港        | 西九龍中心8樓溜冰場                       |                            |
| MP魔幻力量 《不按牌理出牌》演唱會                                    | 2011年12月4日          | 中國杭州    | CLUB IN BASE 根据地酒吧3号店              |                            |
| MP魔幻力量 《不按牌理出牌》演唱會                                    | 2011年 12月14日        | 中國北京    | 13CLUB                                    |                            |
| MP魔幻力量 《不按牌理出牌》演唱會                                    | 2012年4月15日          | 中國南京    | 鼓樓區漢口西路61號61House                 |                            |
| MP《第二週年》演唱會                                                 | 2012年1月28日          | 台灣 台北市 | Legacy                                    |                            |
| MP《第二週年》演唱會                                                 | 2012年1月28日          | 台灣 台北市 | Legacy                                    |                            |
| MP魔幻力量 《不按牌理出牌之夏日戀愛趴》                              | 2012年6月24日          | 中國北京    | 麻雀瓦舍                                  |                            |
| MP魔幻力量 《不按牌理出牌之夏日戀愛趴》                              | 2012年8月24日          | 台灣 台北市 | Legacy                                    |                            |
| MP魔幻力量《射手》演唱會                                             | 2012年12月25日         | 台灣 台北市 | Legacy                                    | 亦名為「射手耶誕趴演唱會」 |
| MP魔幻力量《射手》演唱會                                             | 2013年3月13日          | 中國上海    | Mao Live house                            |                            |
| MP魔幻力量《射手》演唱會                                             | 2013年3月17日          | 台灣 高雄市 | THE WALL駁二                              |                            |
| MP魔幻力量《射手》演唱會                                             | 2013年4月14日          | 台灣 台中市 | 台中TADA方舟                              |                            |
| MP魔幻力量《射手》演唱會                                             | 2013年4月28日          | 中國 南京   | 61 HOUSE                                  |                            |
| MP魔幻力量《射手》演唱會                                             | 2013年5月19日          | 中國 北京   | Mao Live house                            |                            |
| MP魔幻力量《射手》演唱會                                             | 2013年7月12日          | 中國 杭州   | 酒球會                                    |                            |
| MP魔幻力量《射手》演唱會                                             | 2013年7月13日          | 中國 武漢   | VOX LIVE HOUSE                            |                            |
| MP魔幻力量《射手》演唱會                                             | 2013年9月7日           | 香港        | 九龍灣國際展貿中心 Music Zone@ E-Max      |                            |
| MP魔幻力量《射手》演唱會                                             | 2013年10月19日         | 新加坡      | 新加坡HARD ROCK 酒店 新加坡聖淘沙名勝世界 |                            |
| MP魔幻力量 《蓄4待發》週年演唱會                                     | 2014年2月23日          | 台灣台北市  | 華山legacy taipei 傳音樂展演空間          |                            |
| MP魔幻力量 《蓄4待發》週年演唱會                                     | 2014年3月1日           | 台灣台中市  | TADA方舟音樂藝文展演空間                  |                            |
| MP魔幻力量 《蓄4待發》週年演唱會                                     | 2014年3月22日          | 台灣高雄市  | 駁二藝術特區The Wall                      |                            |
| MP魔幻力量 《戰神FIGHTING FOR LOVE》演唱會                           | 2014年10月31日-11月1日 | 香港        | 九龍灣國際展貿中心 Music Zone@ E-Max      |                            |
| MP魔幻力量「THIS IS MAGIC POWER！～THE 1st JAPAN TOUR 2015～」演唱會 | 2015年11月27日         | 日本大阪    | MUSE                                      |                            |
| MP魔幻力量「THIS IS MAGIC POWER！～THE 1st JAPAN TOUR 2015～」演唱會 | 2015年11月29日         | 日本東京    | 原宿ASTRO HALL                            |                            |

| 名稱                                       | 日期           | 地區          | 場地                                                     | 備註                                                         |
| ------------------------------------------ | -------------- | ------------- | -------------------------------------------------------- | ------------------------------------------------------------ |
| MP魔幻力量《黑白切》 切兩半2in1演唱會      | 2011年8月20日  | 台灣台北市    | 台大綜合體育館                                           | 特別來賓:大嘴巴、五月天怪獸、五月天石頭，丁噹                |
| MP魔幻力量《黑白切》 切兩半2in1演唱會      | 2012年3月17日  | 香港          | 九龍灣國際展貿中心匯星（StarHall）                       | MP首場香港專場大型演唱會 特別來賓:任賢齊                     |
| MP魔幻力量 〔神射手〕萬箭齊發旗艦版 演唱會 | 2013年6月29日  | 台灣 台北市   | 台大綜合體育館                                           | 首創360°火力四「射」四面舞台 特別來賓:安心亞、任賢齊         |
| MP魔幻力量 〔我們的主場OURS'MP〕演唱會     | 2014年12月20日 | 台灣 台北市   | 台北小巨蛋                                               | MP首場萬人小巨蛋售票演唱會 特別來賓:嚴爵、任賢齊、五月天阿信 |
| MP魔幻力量 〔我們的主場OURS'MP〕演唱會     | 2015年7月18日  | 台灣 高雄市   | 高雄巨蛋〔高雄市現代化綜合體育館〕                       | 特別來賓:嚴爵                                                |
| MP魔幻力量 〔我們的主場OURS'MP〕演唱會     | 2015年8月28日  | 加拿大 多倫多 | 湖濱中心 Harbourfront Centre                             |                                                              |
| MP魔幻力量 〔我們的主場OURS'MP〕演唱會     | 2015年9月5日   | 加拿大 溫哥華 | 溫哥華大劇院 The Centre in Vancouver for Performing Arts |                                                              |
| MP魔幻力量 〔我們的主場OURS'MP〕演唱會     | 2015年10月24日 | 香港          | 九龍灣國際展貿中心匯星（StarHall）                       | 特別來賓:任賢齊                                              |
| MP魔幻力量 〔我們的主場OURS'MP〕演唱會     | 2015年11月28日 | 大阪          | MUSE                                                     |                                                              |
| MP魔幻力量 〔我們的主場OURS'MP〕演唱會     | 2015年11月30日 | 東京          | ASTROHALL                                                |                                                              |
| MP魔幻力量 〔我們的主場OURS'MP〕演唱會     | 2015年12月25日 | 中國 上海     | 梅賽德斯-奔馳文化中心                                    | 特別來賓:丁噹、嚴爵                                          |

## 代言
| 代言年份 | 代言產品                                                                  | 備註     |
| 2011年   | DADA SUPREME 運動品牌                                                     | 與丁噹   |
| 2012年   | DADA SUPREME 運動品牌                                                     | 與丁噹   |
| 2013年   | INDEPENDENT 潮牌手錶                                                      | 與賴琳恩 |
| 2014年   | 2014第一屆世界盃-21U棒球錦標賽-Baseball World Cup                         |          |
| 2014年   | 「TAMA」-Superstar Hyper-Drive鼓組+ Speed Cobra 大鼓踏板+ H-SH 簽名款鼓棒 | 阿杰代言 |
| 2014年   | 「PAISTE」-Twenty Custom 系列銅鈸                                         | 阿杰代言 |
| 2015年   | 可口可樂-2015年份瓶                                                       |          |
| 2015年   | 可樂果-「可樂果Light」系列                                                |          |
| 2015年   | Stayreal superhero 系列                                                   |          |
| 2015年   | Acer Predator品牌代言人                                                   |          |

## 電影代言
- 2013年，〈天機〉（合唱：五月天阿信）

（電影《天機。富春山居圖 》主題曲）
- 2014年，〈空中飛人〉

（電影《想飛》主題曲）
- 2015年5月1號 (五月一號)
- 2015年，〈戰神〉

（電影《OPEN！ OPEN！》主題曲）
- 2015年，〈SUPERHERO〉

（電影《STAR WARS：原力覺醒》臺灣區代言人）

## 獎項

### 單曲/銷量獎項
| 年份 | 獎項 |
| ---- | --- |
| 2011 | - Hit FM年度百大單曲獎 - NO.94《不按牌理出牌》 |
| 2013 | - Hit FM年度百大單曲獎 - NO.54《射手》 |
| 2014 | - Hit FM年度百大單曲獎 - NO.23《我還是愛著你》、NO.88《偷偷的》 - 2014 光南大批發銷售華語排行榜 - NO.12 MP魔幻力量《戰神》 - 2014 五大唱片年度金榜-華語榜 - NO.13 MP魔幻力量《戰神》 - 第十屆KKBOX風雲榜 華語單曲榜 - TOP2 MP魔幻力量《我還是愛著你》、TOP10《偷偷的》、TOP76《戰神》 - 第十屆KKBOX風雲榜 華語專輯榜 - TOP3 MP魔幻力量《戰神》 |

### 大型頒獎禮獎項
| 年份 | 獎項 |
| ---- | --- |
| 2010 | - 第16屆新加坡金曲獎 - 優秀新人獎 |
| 2011 | - 第17屆新加坡金曲奬 - 最佳樂團獎 |
| 2012 | - HITO 流行音樂獎 - Hito潛力樂團獎 |
| 2013 | - 第18屆新加坡金曲獎 - 最佳樂團獎 - Hit FM年度百大單曲獎 - NO.54《射手》 |
| 2014 | - 蒙牛酸酸乳音樂風云榜 - 年度最具潛力樂團獎 - 第10屆HITO流行音樂獎－Hito潛力樂團獎、Hito校園人氣樂團獎 - Hit FM年度百大單曲獎 - NO.23《我還是愛著你》、NO.88《偷偷的》 |
| 2015 | - 第11屆HITO流行音樂獎－Hito年度大躍進、Hito樂團獎、年度十大華語歌曲-《我還是愛著你》 - 第五屆全球流行音樂金榜－年度最佳樂團、年度最佳舞台演繹、年度20大金曲《我还是爱着你》 - 第26屆金曲獎最佳樂團獎《戰神》入圍 - 第十五屆全球華語歌曲排行榜-地區傑出歌手(台灣區)、最受歡迎樂團、20大金曲《我还是爱着你》 |
| 2016 | - 第11屆KKBOX風雲榜-最佳風雲歌手 |

## 外部連結
- 相信音樂官方網站（MP魔幻力量）
- Magic Power 魔幻力量的Facebook專頁
- MP魔幻力量凱開的Instagram帳戶
- MP魔幻力量鼓鼓的Instagram帳戶
- MP魔幻力量雷堡的Instagram帳戶